# 실험생물학
실험생물학(Experimental biology)은 생물학적 현상을 조사하고 이해하기 위한 실험 수행과 관련된 생물학 분야의 일련의 접근 방식이다. 이 용어는 생물학적 시스템의 수학적 모델링 및 추상화와 관련된 이론 생물학과 반대된다. 조사된 시스템의 복잡성으로 인해 생물학은 주로 실험 과학이다. 그러나 현대의 계산 능력이 증가함에 따라 이제 대략적인 솔루션을 찾고 복잡한 생물체의 수학적 모델을 검증하는 것이 점점 더 실현 가능해지고 있다.
실험생물학에 사용되는 방법은 분자생물학, 생화학, 현미경 및 미생물을 포함하여 다양하고 다른 성질을 가지고 있다. 생물학적 실험 기법 목록은 분류:실험 기술을 참조할 것.